# Baik Myung-sun
Baik Myung-sun   (Gwangju, 12 de febrer de 1956) és una ex-jugadora de voleibol sud-coreana que va competir durant les dècades de 1970 i 1980.
El 1976 va prendre part en els Jocs Olímpics de Mont-real, on va guanyar la medalla de bronze en la competició de voleibol. En el seu palmarès també destaca la medalla de bronze als Jocs Asiàtics de 1978.